# 1. Skijäger-Division (Wehrmacht)
La 1. Skijäger-Division fu una divisione dell'esercito tedesco, specializzata nell'utilizzo degli sci, attiva durante la seconda guerra mondiale. 

## Storia

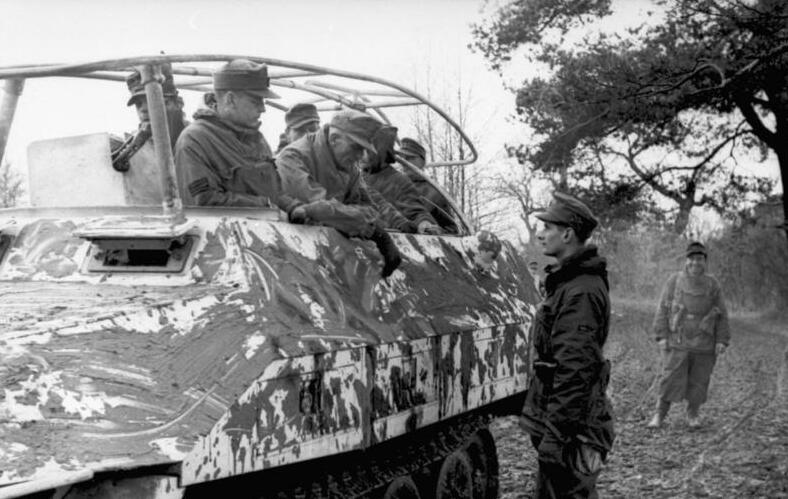
Membri della 1. Skijäger-Brigade nel 1944

Inizialmente venne costituita nel dicembre 1943 sul Fronte Orientale la "1. Ski-Jäger-Brigade", sotto il diretto controllo dell'Heeresgruppe Mitte, in preparazione di imminenti operazioni invernali. Tra l'inverno e la primavera del 1944 la brigata combatté lungo il Pryp"jat' e il 2 giugno 1944 venne ampliata e raggiunse la dimensione di divisione restando sempre nella zona del Pryp"jat'. Dopo la schiacciante offensiva sovietica del 22 giugno la divisione fu costretta alla ritirata verso la Vistola, nell'ottobre dello stesso anno fu impegnata sui Carpazi e a dicembre sui monti Beschidi, agli inizi del 1945 si ritirò in Slovacchia, mentre verso la fine del conflitto si trovava in Slesia dove capitolò alle truppe dell'Armata Rossa.

## Ordine di battaglia[3]
- Skijäger-Regiment 1
- Skijäger-Regiment 2
- Schw. Ski-Bataillon 1
- Schw. Skijäger-Bataillon 1
- Ski-Füsilier-Btl. 1
- Artillerie-Regiment 152
- Artillerie-Regiment 59, II. Abteilung
- Artillerie-Regiment 65,II. Abteilung
- Sturmgeschütz-Abteilung 270
- Panzerjäger-Abteilung 152
- Gebirgs-Pionier-Bataillon 85
- Infanterie-Divisions-Nachrichten-Abteilung 152
- Kdr. der Div. Nachschubtruppen 152

## Decorazioni
Alcuni soldati della 1. Skijäger-Division furono premiati per le loro azioni in guerra:
- Croce Tedesca
  - in oro: 15
- Croce di Cavaliere della croce di ferro: 5
  - Croce di Cavaliere con foglie di quercia: 1

## Comandanti[3]
- Obrest Günther von Manteuffel (settembre 1943 - 13 maggio 1944)
- Generalmajor Martin Berg (13 maggio 1944 - 2 ottobre 1944)
- Generalleutnant Gustav Hundt (2 ottobre 1944 - gennaio 1945)
- Generalmajor Hans Steets (gennaio 1945 - 1° febbraio 1945)
- Generalleutnant Gustav Hundt (1° febbraio 1945 - 8 maggio 1945)